# José Aragón Hipkins
José Aragón Hipkins, conocido artísticamente como Nabucodonosorcito o Nabuco, (La Línea de la Concepción, 1912-Madrid, 22 de marzo de 1993) fue un payaso español.

## Biografía
Nieto, hijo, sobrino y primo de payasos de la familia Aragón, desde su infancia convivió con el ambiente circense. Su padre, José María Aragón Foureaux, había formado junto a su hermano Teodoro Aragón Foureaux la pareja cómica Pompoff y Thedy. Era primo de los también payasos Gaby, Fofó y Miliki.
Junto a su primo Emilio Aragón (Zampabollos) se unió al dúo siendo todavía un niño. Los cuatro compartieron escenario durante más de 30 años, hasta la retirada de José María y Teodoro en 1967. Durante ese tiempo triunfaron en las pistas españolas especialmente en la del Circo Price y residieron durante quince años, desde 1952, en América, sobre todo en Estados Unidos.
Tras la jubilación de su padre y su tío, Aragón ―ya convertido en Nabuco― mantuvo el espectáculo con su primo Emilio y su hermano Víctor, conservando el nombre de Pompoff y Thedy. Trabajaron hasta su retirada definitiva entrada la década de 1980.
En 1991 recibió el Premio Nacional de Circo.
Falleció a causa de una Trombosis el 23 de marzo de 1993, a los 80 años. Fue cremado, y sus cenizas fueron entregadas a sus familiares.